# Paracheirodon axelrodi
El tetra roig (Paracheirodon axelrodi) és una espècie de peix de la família dels caràcids i de l'ordre dels caraciformes. No se l'ha de confondre amb tetra neó (Paracheirodon innesi). La diferencia està en el fet que el tetra neó té la línia vermella que només li arriba fins a la meitat del seu cos, mentre que el tetra roig presenta la coloració vermella al llarg de tot el seu cos.

## Morfologia
Els mascles poden assolir 4,5 cm de llargària total.
Posseeix grans ulls, que ocupen la meitat del cap. La coloració del cos està dividida en dos: la meitat superior és blau elèctric i gris, mentre que la meitat inferior és de color vermell intens. Igual que els altres caràcids, té una aleta adiposa. L'aleta caudal és gran, aproximadament de la mateixa grandària que la cua. Les femelles són més grosses i amb una forma més arrodonida que els mascles.

## Distribució geogràfica
Es troba a Sud-amèrica: conques dels rius  Negro i Orinoco.

## En l'aquari
És un dels peixos més populars en aquariofília.
És important mantenir-los en grups d'almenys 10 individus i en aquaris densament plantats. També és recomanable fer servir substrat fosc, ja que així, no només imita el seu entorn natural original, sinó que també fa que ressaltin més els seus colors. Alhora, aquesta espècie es desenvolupa millor en aquaris amb llum tènue.

### Paràmetres
- Temperatura: 21-28 °C.
- pH: 5,5-6
- gH: 1-7

### Alimentació
Pot menjar cucs, petits crustacis i menjar liofilitzat.

### Reproducció
Normalment farà la posta durant la nit, o en tot cas, quan la llum tingui una menor intensitat. Els ous es desclouen al cap de 24-30 hores. Al cap de 3 o 4 dies les cries ja nedaran lliurement per l'aquari. Un cop arribats a aquest punt, se les pot començar a alimentar amb nauplis i rotífers molt petits encara que no és fàcil que es desenvolupin, a més a més, les cries no toleren bé la llum natural.

## Galeria d'imatges

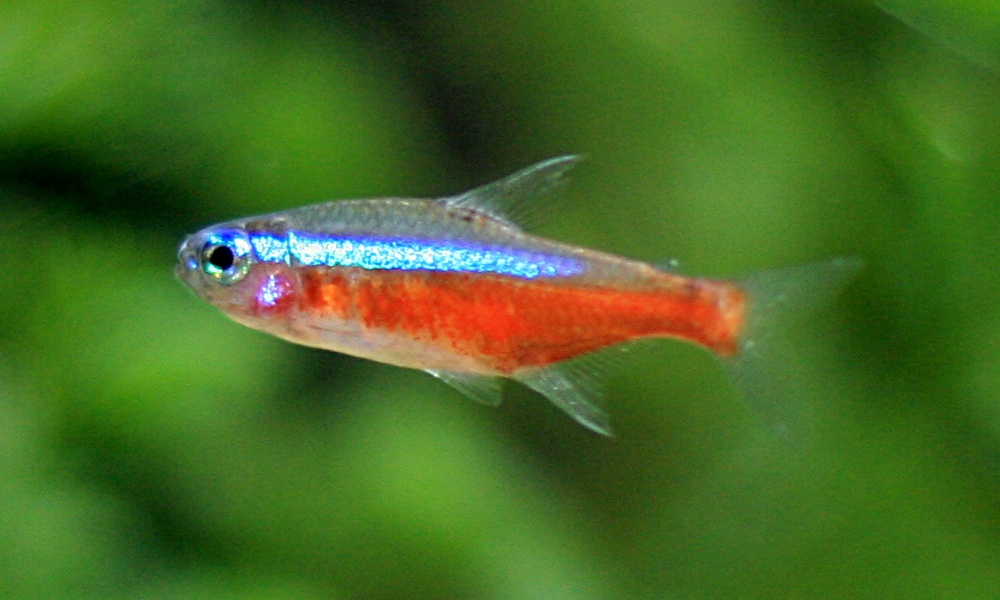
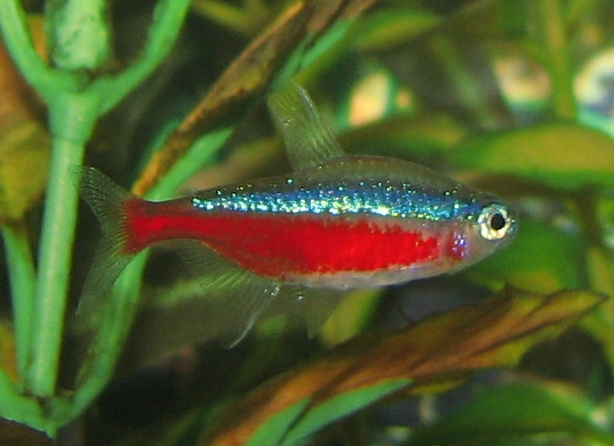
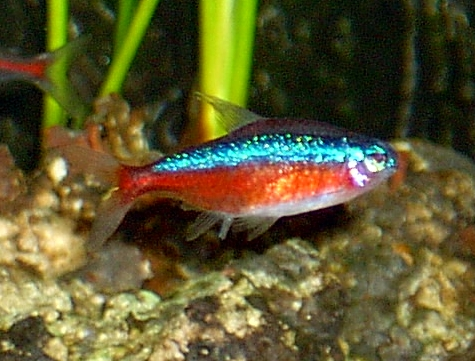